# Qalandia
Qalandia (arabisch قلنديا, DMG Qalandiyā, hebräisch קלנדיה), auch Qalandiya oder Kalandia, ist ein palästinensisches Dorf, das in der West Bank zwischen Jerusalem und Ramallah liegt. Es befindet sich unweit der östlich gelegenen Gemeindegrenze von Jerusalem. Im Jahr 2006 lebten rund 1154 Menschen laut dem Palestinian Central Bureau of Statistics in Qalandia. Qalandia ist auch der Name eines Flüchtlingscamps, das 1949 von der UNRWA eingerichtet wurde. Das Qalandia Flüchtlingscamp wurde von palästinensischen Flüchtlingen aus Lydda, Ramle und Jerusalem aus der Nakba gegründet.
Im Gebiet von Qalandia gibt es Funde, die bis in die Antike zurückreichen. Hier wurde mit dem Flughafen Qalandia der erste Flughafen Palästinas errichtet. Infolge des Konflikts zwischen Israel und Palästina wurde hier das Flüchtlingscamp eingerichtet und das Gebiet wird seit 1967 infolge des Sechstagekriegs von Israel besetzt. Hier befindet sich ein großer Grenzübergang, an dem Zugangskontrollen für den Personenverkehr zwischen den palästinensischen Autonomiegebieten und Ostjerusalem getätigt werden. Der Warenverkehr erfolgt weiter nordöstlich über Übergang Ofer.

## Aktuelle Situation

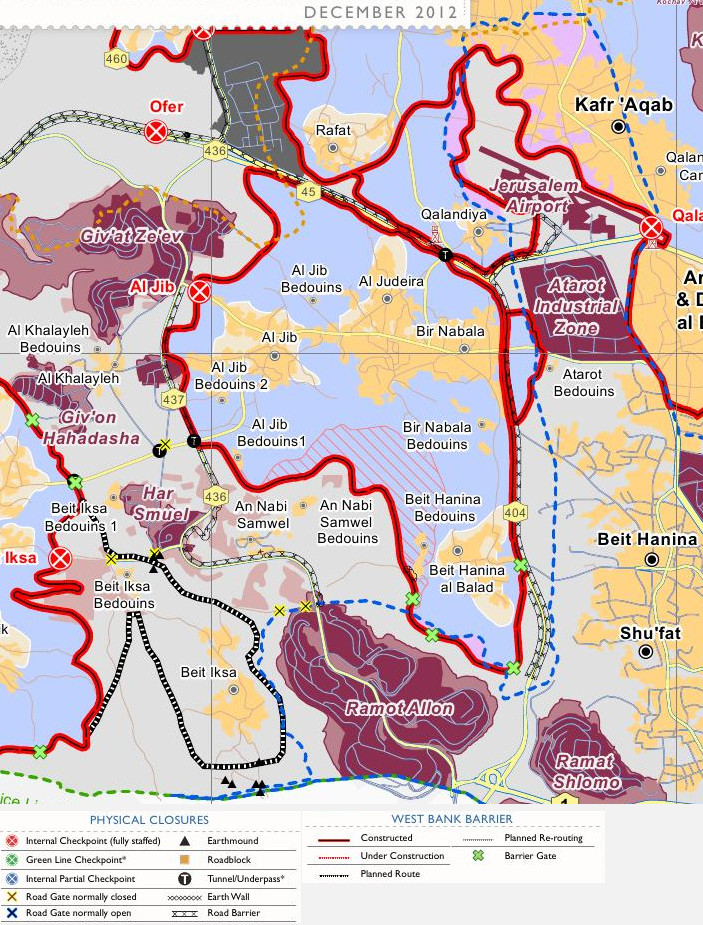
Aufteilung von Qalandia auf Gebiete innerhalb und außerhalb der Mauer, getrennt durch den Flughafen und Kafr 'Aqab

Der (momentan geschlossene) Flughafen wurde von Israel als Jerusalemer Flughafen Atarot dem Gemeindegebiet von Jerusalem angeschlossen und ist nun durch die direkt neben der Landebahn verlaufende Trennmauer vom Dorf getrennt. Der westliche Ortsteil ist komplett von der Mauer umschlossen, der Teil zwischen Jerusalem und dem Flughafen als Industriezone Atarot abgetrennt. Nur der östliche Teil mit dem Flüchtlingslager liegt frei zugänglich im Autonomiegebiet. 
Ebenfalls außerhalb der Mauer befindet sich das Nachbardorf Kafr 'Aqab, das zu 90 % zu Jerusalem gehört, aber wegen seiner Lage nicht adäquat verwaltet wird. Während die Einwohner Gemeindeabgaben (Arnona) an Jerusalem zahlen, werden kaum kommunale Serviceleistungen von der Stadt geboten. Auch die Polizei, die nur mit Hilfe des Grenzschutzes operieren darf, vernachlässigt den Ort, die palästinensische Polizei darf das Gebiet nicht betreten. Auf der Ramallah-Straße, der Hauptstraße zwischen der Grenze und Ramallah, herrschen deshalb chaotische Zustände.